# Kanton Vic-en-Bigorre
Vic-en-Bigorre is een kanton van het Franse departement Hautes-Pyrénées. Het kanton maakt deel uit van het arrondissement Tarbes.

## Gemeenten
Het kanton Vic-en-Bigorre omvatte tot 2014 de volgende 15 gemeenten:
- Andrest
- Artagnan
- Caixon
- Camalès
- Escaunets
- Marsac
- Nouilhan
- Pujo
- Saint-Lézer
- Sanous
- Siarrouy
- Talazac
- Vic-en-Bigorre (hoofdplaats)
- Villenave-près-Béarn
- Villenave-près-Marsac

Bi de herindeling van de kantons door het decreet van 25 februari 2014, met uitwerking op 22 maart 2015, zijn daar volgende 7 gemeenten uit het kanton Bordères-sur-l'Échez aan toegevoegd:
- Aurensan
- Gayan
- Lagarde
- Oroix
- Pintac
- Sarniguet
- Tarasteix